# Elektrokoloběžka

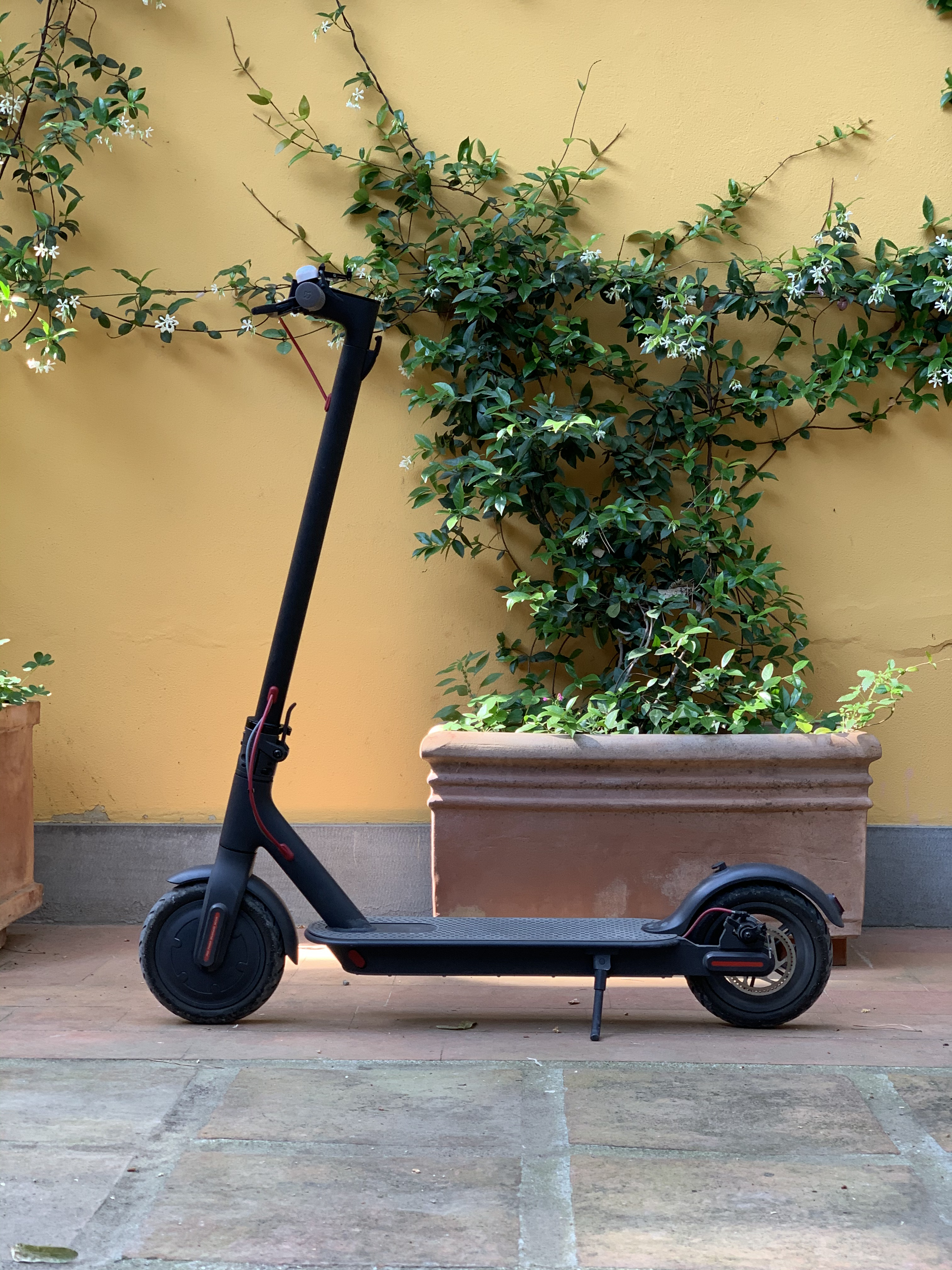
Jedna z nejznámějších elektrických koloběžek Xiaomi Mi Electric Scooter (M365)

Elektrická koloběžka (zkráceně elektrokoloběžka) je jednostopý dopravní prostředek sloužící k individuální osobní dopravě. Vzhledově je zařízení většinou podobné běžným koloběžkám, nicméně je vybaveno elektrickým pohonem a akumulátorem. Elektrické koloběžky začaly být velmi populární přibližně od roku 2016 a to zejména pro nenáročnost jízdy, relativní bezpečnost a skladnost. Většina elektrických koloběžek má sklopná řídítka a lze je tedy snadno přepravit v kufru automobilu či v prostředcích MHD. Nejznámější elektrické koloběžky jsou například Xiaomi Mi Electric Scooter či Kugoo S1. Elektrické koloběžky spadají do kategorie takzvané mikromobility. Přibližně od roku 2016 se rozmáhá trend sdílených koloběžek na principu bikesharingu ve větších městech (v ČR zejména Praha a Brno). V ČR operují například společnosti Lime či Bird.
Přibližně od léta 2020 se začínají hojně objevovat velmi výkonné koloběžky s dvěma motory, často nakupované na čínských internetových tržištích.

## Charakteristika
Nasedání a rozjezd na elektrokoloběžku je pohodlnější než například na elektrokolo, těžký elektroskútr apod., což může být výhodou například při častém zastavování na křižovatkách, při roznášce novin a podobně. Proto mohou být využívány k dopravě osob po městě, obsluze průmyslových a logistických areálů, přepravě po zemědělském družstvu, výstavišti či na marketingových akcích. Své uplatnění může najít i v řadě volnočasových a turistických aktivit.

## Technologie elektrických koloběžek

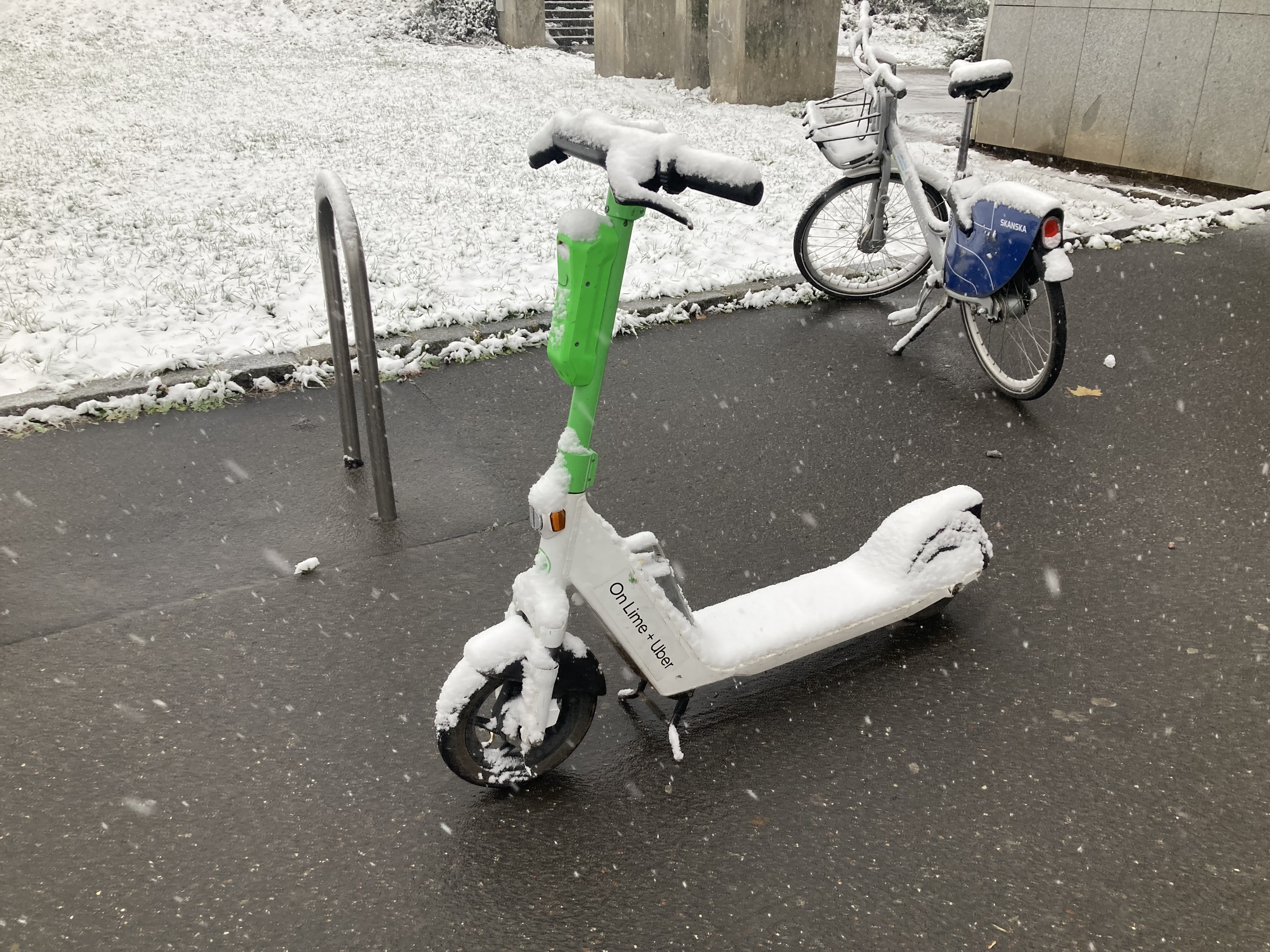
Elektrokoloběžka pokrytá sněhem (Praha - Holešovice, prosinec 2023).

Typické elektrické koloběžky používají  bezkartáčový elektromotor (BLDC) který je zabudován přímo v kole. Funkce rotoru a statoru je prohozená – rotor tvoří náboj kola a stator tvoří kolový ráfek. Méně výkonné koloběžky do cca 400 W častěji mají motor v předním kole, výkonnější koloběžky mají motor zpravidla v kole zadním. Přibližně od léta 2020 se stávají populární velmi výkonné stroje s motorem v obou kolech. Výkon motoru v koloběžkách je nejčastěji od 250 do 500 W. Existují i koloběžky s motorem o výkonu 1000 W a vyšším. Dvoumotorové stroje mají výkon zpravidla 2 a více kW. Technologie elektrických koloběžek je do velké míry shodná s technologií elektrokol, jednokolek, hoverboardů a podobných zařízení.
Akumulátor bývá nejčastěji lithium-iontový, složený z článků 18650. Napětí baterie je u malých koloběžek nejčastěji 36 V (10 článků v sérii – 10S, ukončovací nabíjecí napětí 42 V). U větších koloběžek je napětí  48 V (konfigurace 13S, ukončovací napětí 54,6 V). Výkonnější dvoumotorové koloběžky mají napětí baterie 52V (konfigurace 14S, ukončovací napětí 58,8 V), 60 V (konfigurace 16S, ukončovací napětí 67,2 V), nebo 72V (konfigurace 20S, ukončovací napětí 84 V). Kapacita akumulátoru bývá od cca 6 Ah u malých koloběžek do hodnot převyšujících 20 Ah. Dojezd malých koloběžek je zpravidla kolem 15-20 km, u velkých může být i 60 a více km. Rychlost a výkon elektrických koloběžek klesá spolu s klesajícím napětím baterie.
Průměr kol je nejčastěji mezi 8 a 12 palci.
Olověné akumulátory se u elektrických koloběžek přibližně od roku 2018 prakticky nepoužívají.

## Legislativa v ČR a EU
Rychlost i výkon koloběžek bývají z legislativních důvodů omezeny na 25 km/h, 250 W u motoru z výroby, nebo maximálně 1000 W, dodatečně namontovaného motoru, v opačném případě již podléhají registraci a jsou brány jako motocykl. Platí také ustanovení, že na pozemních komunikacích včetně cyklostezek, pokud jezdec překročí rychlost 6 km/h, nesmí ke svému pohybu užívat pouze pohon koloběžky, nýbrž musí zapojovat lidskou sílu. 

## Výrobci
Významnými světovými výrobci elektrokoloběžek jsou společnosti Xiaomi či Ninebot (po nákupu společnosti Segway a jejích patentů). Existuje nicméně řada dalších výrobců různých typů elektrokoloběžek.

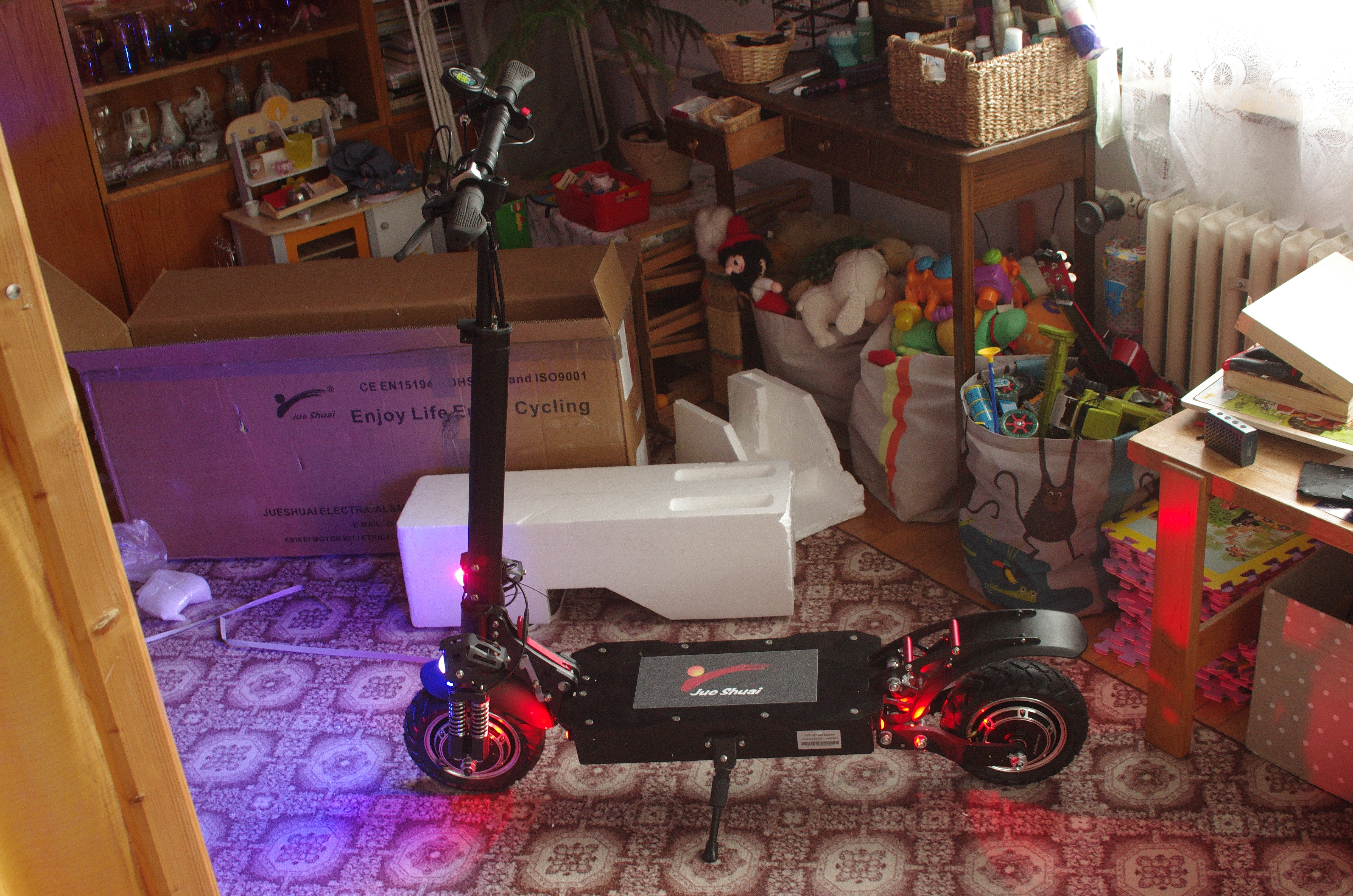
Typická čínská elektrokoloběžka s dvěma motory

Přibližně od léta 2020 se stávají velmi populární koloběžky čínské výroby, nakupované na tržištích AliExpress, Banggood a podobných. Často se jedná o velmi výkonné stroje s dvěma motory, například značek Janobike, Boyueda, Laotie, FLJ, atd. Výkon těchto strojů bývá od 2 kW až po více než 5 kW. V česku existuje několik prodejců, kteří tyto čínské stroje prodávají pod svoji značkou.
V Česku elektrické koloběžky vyrábí například moravská společnost Perut elektric s.r.o. ze Štěpánovic a řada dalších firem a značek, například pražská společnost Nitro scooters ČR (s patentem americké firmy P DESIGN). Na elektrokoloběžky jsou přestavovány například koloběžky značek Kostka, MIBO či Kickbike. Známé jsou také koloběžky Hugo Bike - nejvýkonnější model BIG ONE X má výkon 13 kW.

## Kontroverze

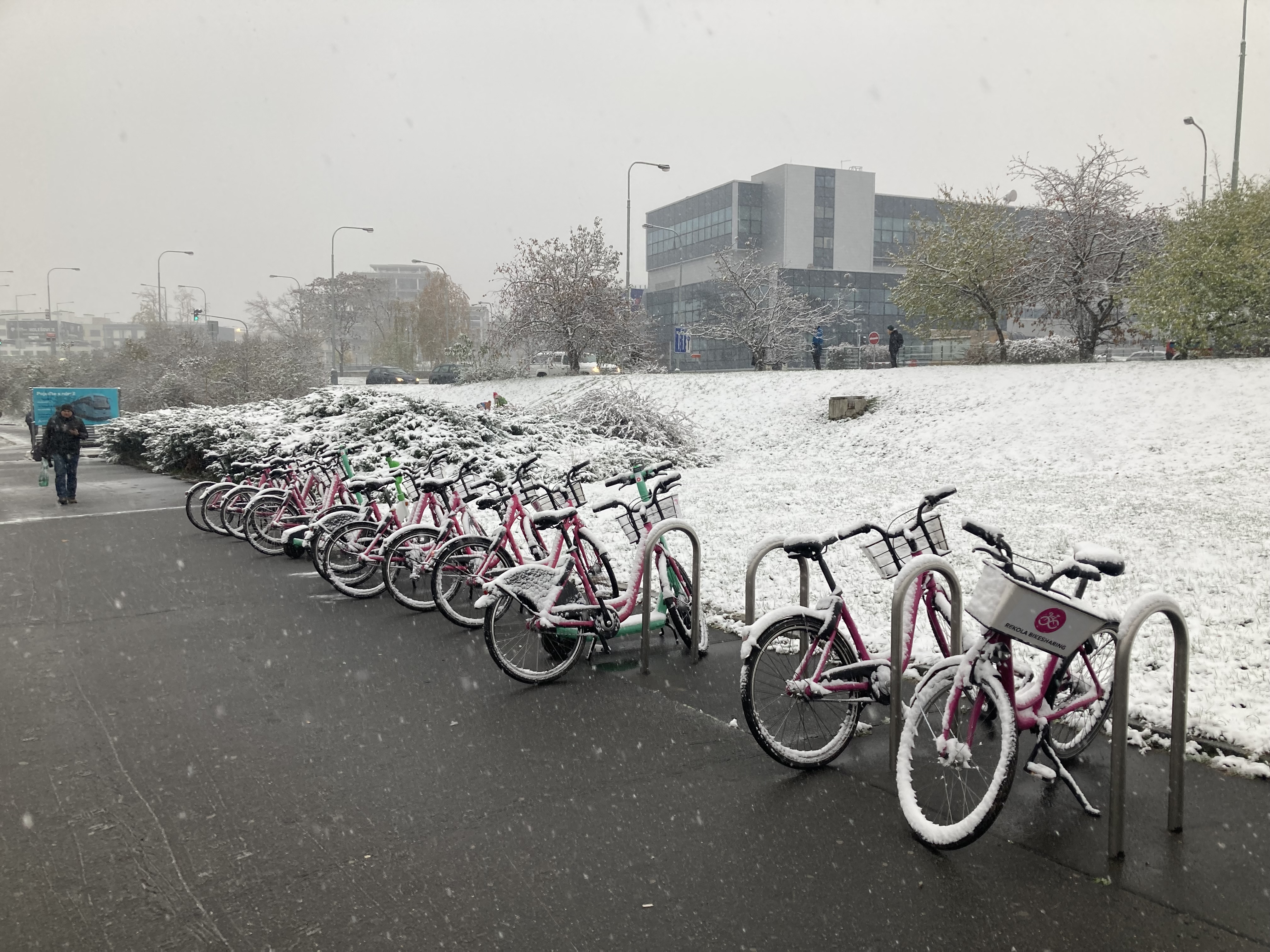
Elektrokoloběžky - a běžná jízdní kola - k zapůjčení (Praha - Holešovice).

Elektrokoloběžky jsou dle některých lidí či institucí spojeny s nárůstem úrazů. Faktem zůstává, že je jezdec ve velice nízké výšce nad zemí, a pohybuje se rychlostí maximálně 25 km/h, a to pouze při nejvyšší úrovni nabití baterie. Existují četné protesty zejména proti sdíleným koloběžkám, zejména z důvodu neohleduplného používání - rychlá jízda na chodníku, nesprávné parkování atp.,
Pro četné problémy bylo sdílení elektrokoloběžek v Paříži zakázáno na jednoznačném základě referenda.